# Mauricio de Sajonia (1696-1750)
Maurice Hermann de Wettin, Conde de Sajonia conocido como Mauricio de Sajonia (Goslar, Baja Sajonia, 28 de octubre de 1696 - Chambord, Francia, 30 de noviembre de 1750) fue un condotiero y mariscal general francés. Nombrado Mariscal General, participó en la guerra de Sucesión Austriaca en nombre de Luis XV. Es considerado el mejor general francés que hubo entre los generales de la época de Luis XIV (Mariscal Turena, El Gran Condé y Mariscal Luxemburgo) y los generales de la época de la revolución francesa (Napoleón Bonaparte, Jean de Dieu Soult o Louis Nicolas Davout).

## Biografía
Mauricio de Sajonia nació el 28 de octubre de 1696 en la ciudad de Goslar (Baja Sajonia). Era hijo ilegítimo de Federico Augusto I de Sajonia, rey de Polonia, y la condesa María Aurora von Königsmarck. A los 12 años ingresó en el ejército sajón participando en el marco de la guerra de sucesión española en el sitio de Lille, en 1708, y en el asedio de Tournai y la batalla de Malplaquet en 1709.
Regresó a Dresde en 1711, siendo nombrado Conde de Sajonia.
Entre 1711 y 1712 luchó con el ejército sajón en Pomerania contra los suecos en la Gran Guerra del Norte con el grado de Coronel de Caballería. Interviene en la toma de Tönning, en la captura de Stralsund y en la batalla de Gadebusch.

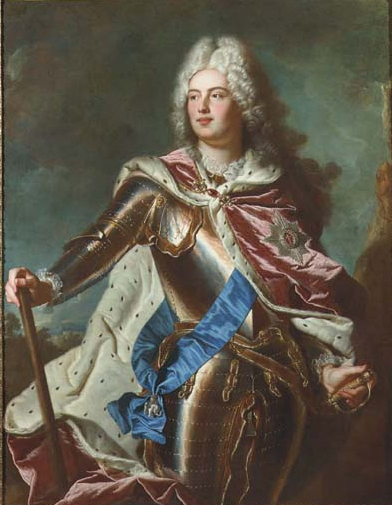
Federico Augusto I, rey de Polonia y Sajonia. Obra de Hyacinthe Rigaud.

Abandona el servicio activo en 1713 y se casa con la condesa de Lobin, una rica heredera.
Ingresa en el ejército imperial en 1717 y participa en la Guerra austro-turca (1716-1718) bajo el mando de Eugenio de Saboya, combatiendo en la batalla de Petrovaradin, y en el asedio y batalla de Belgrado (29 de junio a 18 de agosto de 1717).
En 1720 viaja a París bajo el patronazgo de Elizabeth del Rin, viuda del duque de Orleans.
El 9 de agosto de 1720 ingresa en el ejército francés con el rango de Mariscal de campo. Hasta 1732 su carrera se ve entorpecida por sus orígenes alemanes y su fe luterana.

### Guerra de sucesión polaca
En 1733 comienza la guerra de sucesión polaca producida por la sucesión de su padre en el trono polaco. En ella luchará en el ejército francés contra los intereses de su hermanastro Augusto III de Polonia y contra su mentor Eugenio de Saboya.
Se distinguió en el asedio de Kehl bajo el mando de James Fitz-James, I duque de Berwick.

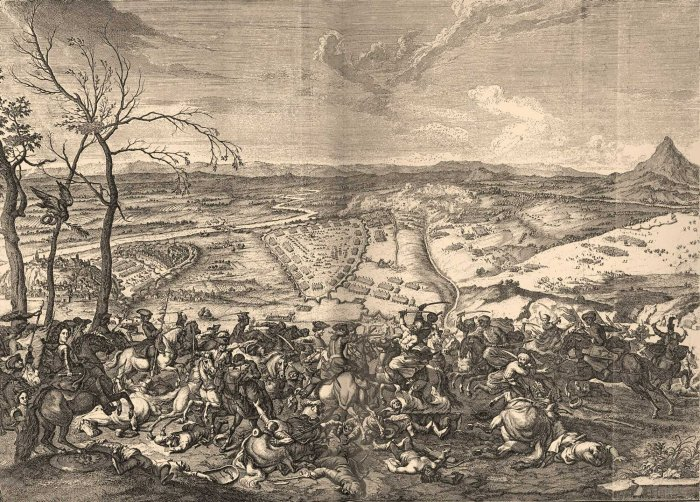
La batalla de Belgrado. Obra de Jan van Huchtenburg.

Mauricio tomó parte en la batalla de Ettlingen bajo el mando de Adrien Maurice de Noailles. Mauricio de Sajonia lideró quince compañías de granaderos en un ataque nocturno el 3 de mayo de 1734 que barrió toda oposición, pero la cautela con la que actuó Noailles impidieron sacar más beneficio.
Participó en el asedio de Philippsburg (7 de junio a 17 de julio de 1734). Dirigió el asalto del 14 de julio y las fuerzas de cobertura francesas que impidieron a Eugenio de Saboya llevar refuerzos a la ciudad.
En la campaña de 1735 patrulló el Rin desde Mannheim.
Por estos méritos fue ascendido a Teniente General en 1736.

### Guerra de sucesión austriaca
Tras otro periodo sin sobresaltos, en 1741, Francia declara la guerra a Austria en alianza con Carlos Alberto de Baviera, Prusia y España. Los franceses intentan marchar contra Viena, Mauricio de Sajonia lidera la vanguardia, pero las tropas francesas son rechazadas en Sankt Pölten a solo 50 km de la capital austriaca.
Interviene en la invasión de Bohemia y se distingue en la conquista de Praga (19 de noviembre de 1741). La siguiente primavera toma la fortaleza de Eger tras un breve asedio (7 a 20 de abril de 1742).
Prusia firma en 1742 con Austria la paz por separado de Francia (Tratado de Breslau), lo que provoca que las tropas francesas se encuentren en una apurada situación. El 16 de junio de 1743, las fuerzas francesas son derrotadas en la batalla de Dettingen por el autodenominado “Ejército Pragmático” (Anglo-Hannoveriano).
El nuevo ministro de la Guerra francés, René-Louis de Voyer, Marqués de Argenson, aprecia las cualidades de Mauricio de Sajonia y le concede el mando de las tropas estacionadas en Espira. Con estas tropas Mauricio de Sajonia bloqueará el paso a Carlos Alejandro de Lorena que pretende cruzar el Rin por Breisach. El 13 de enero de 1744, Mauricio de Sajonia se traslada a Dunkerque para preparar la invasión de Gran Bretaña por parte de un contingente de 10 000 soldados que debía preceder a la llegada a la isla del Príncipe Carlos Eduardo Estuardo, pero el intento de invasión fue interrumpido cuando una tormenta destruye una gran parte de la flota francesa lista para la invasión (abril de 1744).

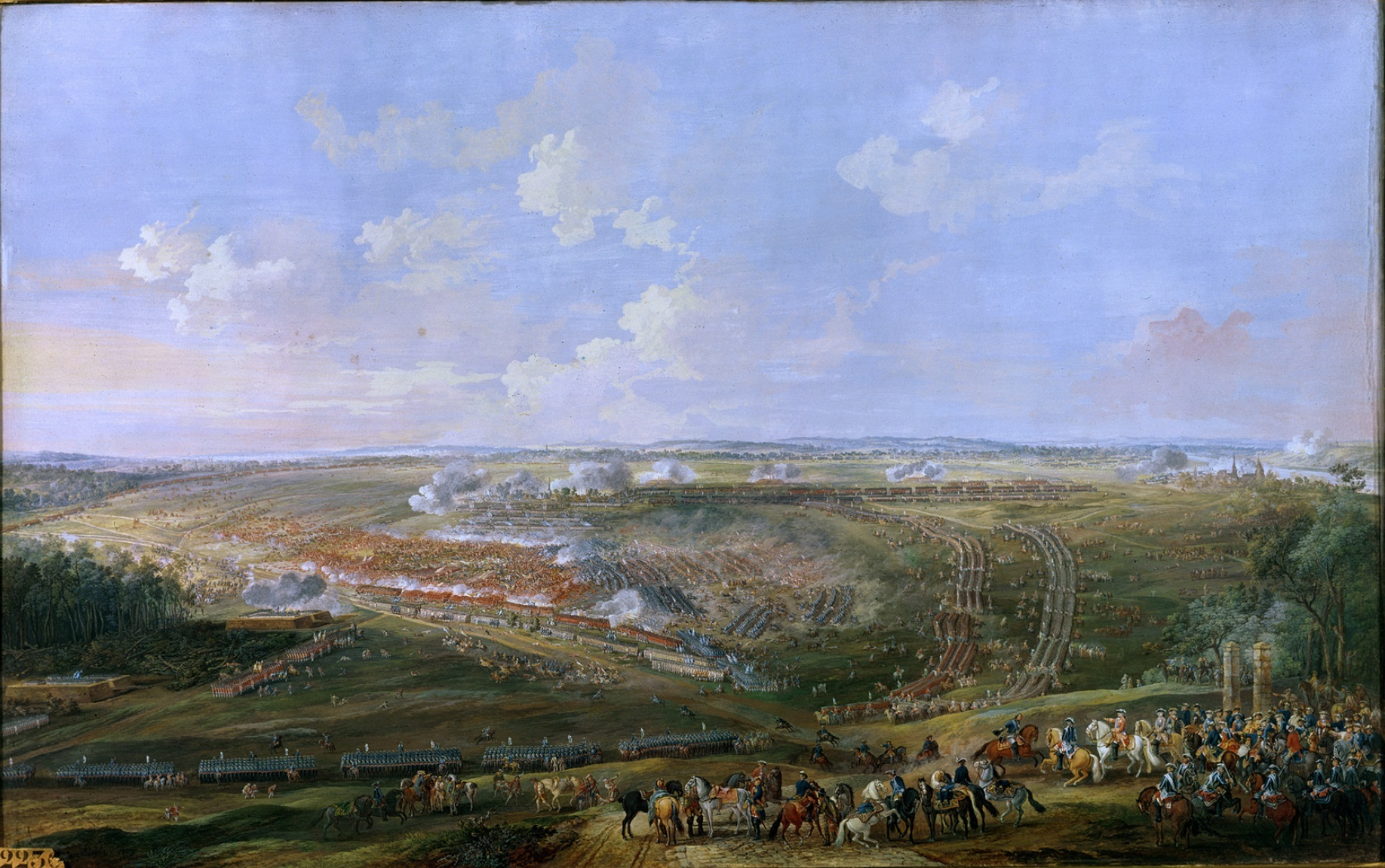
La batalla de Fontenoy. Obra de Van Blaerenberghe.

El 26 de marzo Mauricio de Sajonia es ascendido a Mariscal de Francia y se le concede el mando del ejército de Flandes. Mauricio de Sajonia es consciente de que la zona más vulnerable del Sacro Imperio Romano Germánico son los Países Bajos Austriacos. Los movimientos del ejército francés al mando de Mauricio de Sajonia facilitan la toma de Menin e Ypres por Adrien Maurice de Noailles, amenazando Nieuwpoort y Ostende. El comandante del ejército anglo-holandés, George Wade, debe buscar la protección que le da cruzar el río Escalda para no verse copado y retroceder hasta Amberes.
El comienzo de la segunda guerra de Silesia (vuelta de Prusia a la guerra a favor de Francia) cambia el equilibrio de fuerzas, obligando a las tropas imperiales a volver a Bohemia.

### Campaña de 1745
La salud de Mauricio de Sajonia se deterioró durante el invierno de 1744-1745, sufriendo hidropesía provocada por una insuficiencia cardíaca congestiva. Por esta causa tuvo que dirigir la campaña de 1745 desde un carro.
Mauricio de Sajonia pone sitio a Tournai. Guillermo Augusto de Cumberland, general del ejército anglo-holandés, se dirige a Tournai para levantar el asedio, pero su marcha es lenta y da dos semanas a Mauricio de Sajonia para preparar la batalla. El enfrentamiento tiene lugar el 11 de mayo, el duque de Cumberland lanza un ataque frontal que amenaza con dividir al ejército francés que se ve empujado hacia el río Escalda. Sin embargo, la infantería se ve pronto acorralada entre la infantería francesa y los reductos que Mauricio había preparado para la batalla.
La batalla de Fontenoy terminó con 7000 bajas francesas y 10 000 anglo-holandesas. Mauricio obligó a Guillermo Augusto a retirarse pero no logró una victoria decisiva. Después de la victoria de Fontenoy, Mauricio toma Tournai (22 de mayo), tras lo que caerán Gante (11 de julio), Brujas, Oudenaarde, Albert, Dendermonde, Nieuwpoort y Ostende. Ath, en Henao, se rindió el 8 de octubre.
En pocos meses, Mauricio de Sajonia ha realizado sus objetivos estratégicos conquistando los principales puertos del Canal de la Mancha y conduciendo a las fuerzas británicas lejos de la frontera francesa.

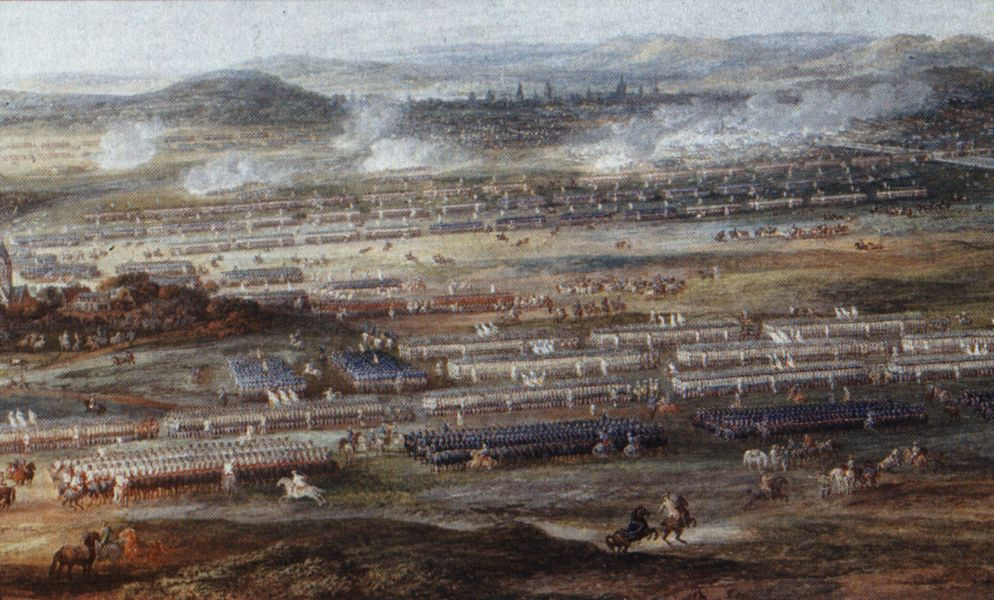
La batalla de Rocoux.

### Campaña de 1746
Mauricio de Sajonia pasa el invierno de 1745-1746 en Gante. Aprovecha que la atención británica se centra en el levantamiento jacobita y en el avance de Carlos Eduardo Estuardo hacia Derby para lanzar una ofensiva con 22.000 soldados que pone sitio a Bruselas (que cae el 20 de febrero), Halle, Lovaina, Malinas y Vilvorde.
Tras recibir refuerzos, Mauricio de Sajonia toma Amberes (30 de mayo) y Mons (julio). Anticipándose a su siguiente movimiento, los generales aliados (el inglés John Ligonier, el holandés Karl August Friedrich, Príncipe de Waldeck y el austriaco Carlos Alejandro de Lorena) se dirigen con un gran ejército a Namur. La posición del ejército aliado es fuerte por lo que Mauricio de Sajonia se dedica a atacar sus líneas de comunicación y abastecimiento, ocupando Huy (29 de agosto) por sorpresa. El ejército aliado debe desplazarse si no quiere ver sus comunicaciones totalmente cortadas, y Namur cae en poder francés tras un corto asedio (6 a 19 de septiembre).
El próximo objetivo de Mauricio de Sajonia es Lieja. Carlos Alejandro de Lorena intenta impedírselo pero se ve sorprendido por la marcha de flanco que ordena Mauricio de Sajonia. En la batalla de Rocoux, Mauricio ordena un ataque frontal contra las tropas británicas estacionadas en Lier, Varoux y Rocoux que sirve de distracción para el ataque al flanco de las fuerzas holandesas que están situadas en el ala derecha aliada.
Con la victoria en la batalla de Rocoux (11 de octubre de 1746) Mauricio de Sajonia logra apoderarse de la totalidad de los Países Bajos Austriacos en solo dos campañas.

### Campaña de 1747
En enero de 1747, Mauricio de Sajonia es nombrado Mariscal General de Francia. Mauricio cuenta para la campaña de 1747 con 136.000 soldados. Envía dos destacamentos, a las órdenes de Louis Georges Érasme de Contades y de Ulrich Friedrich Waldemar von Löwendahl, a Zelanda para amenazar las comunicaciones con el Reino Unido. En poco tiempo las tropas francesas toman Liefkenshoek, Sas van Gent, Ijzendijke, Eeklo, Hulst y Axel. Estas conquistas convencen a Guillermo Augusto de Cumberland de la necesidad de enfrentarse a Mauricio de Sajonia en batalla campal.
El 30 de junio los dos ejércitos se encuentran enfrentados a dos millas de Maastricht. En la batalla de Laufeldt (2 de julio), Mauricio de Sajonia ataca al ejército aliado en el centro y en el flanco derecho con el objetivo de separarlo de Maastricht. La batalla es reñida y las posiciones aliadas son tomadas y perdidas tres veces. Las tropas francesas consiguen conquistar definitivamente la villa de Laufeldt (que se hallaba en el centro aliado). Sin embargo, el ejército aliado no se da por vencido e intenta volver a tomarla con la caballería holandesa, siendo rechazada por la caballería francesa al mando de Louis Charles César Le Tellier.
Aunque Mauricio de Sajonia salió vencedor en la batalla de Laufeldt, fue una victoria táctica. Las bajas francesas (14.000 muertos y heridos) fueron superiores a las aliadas (6.000 muertos y heridos), pero consiguió desalojar al ejército aliado y tomar Maastricht tras un largo asedio (se rendirá el 10 de mayo de 1748). El 16 de septiembre ocupa Bergen op Zoom.

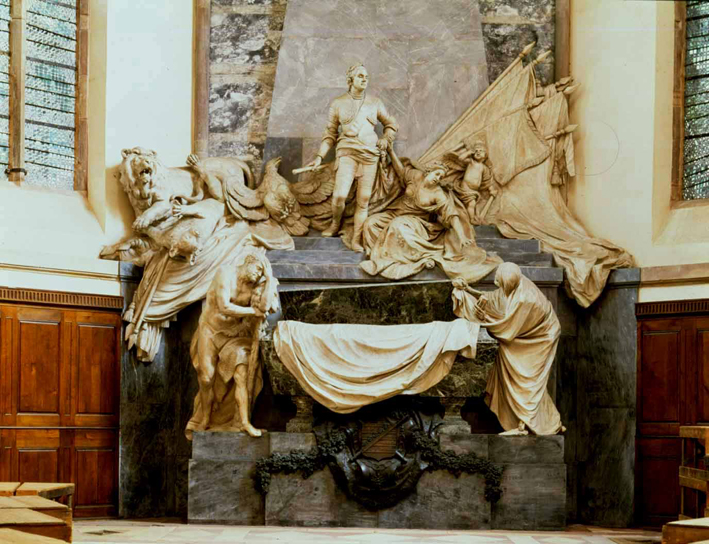
Tumba de Maurico de Sajonia. Obra de Jean-Baptiste Pigalle.

### Muerte
La guerra de sucesión austriaca terminó con la firma del Tratado de Aquisgrán el 18 de octubre de 1748, al que se opuso porque devolvía al Sacro Imperio Romano Germánico todas sus conquistas.
Mauricio de Sajonia se retiró al castillo de Chambord, en el río Loira, donde llevó una vida con fama de mujeriego.
Falleció el 30 de noviembre de 1750, aquejado de una enfermedad que se desconoce, aunque se cree que fue apoplejía (según el certificado médico de su muerte la causa del fallecimiento fue el “exceso de mujeres”). Fue enterrado en la ciudad de Estrasburgo, su tumba es una pieza maestra del estilo barroco.

## El ”Arte de la Guerra” de Mauricio de Sajonia
Mauricio de Sajonia escribió en 1732 un manual militar: “Mes Rêveries”, que fue publicado póstumamente (1757). Este manual militar muestra a un militar inmaduro que todavía no había logrado ningún mando importante, y cuando tuvo que llevar a la práctica las consignas que había plasmado en él, frecuentemente fallaron.
Mauricio escribió otras obras como:
•	Reflexiones sobre el arte de la guerra.
•	Memorias sobre la infantería.
•	Espíritu de las Leyes de las diferentes instituciones tácticas y militares.
Su obra tuvo una gran influencia en Napoleón Bonaparte.
En su madurez militar, Mauricio de Sajonia declaró que desconfiaba de la potencia de fuego de la infantería y que confiaba más en el uso de la bayoneta. Fue un defensor de la infantería ligera y de hostigamiento y enfatizó la importancia de la moral. Mauricio de Sajonia fue responsable de innovaciones militares como la formación de divisiones de gran flexibilidad y la utilización efectiva de armas combinadas.

## Legado posterior
El presidente argentino Juan Domingo Perón, solía usar como metáfora a "la mula del Mariscal de Sajonia" para ilustrar que, aunque la mula acompañó al mariscal Mauricio de Sajonia en todas sus campañas, nunca pudo aprender estrategia militar. 